# ساندرا براون (لاعبة كريكت)
ساندرا براون (1940 - ) (بالإنجليزية: Sandra Brown)‏ هي لاعبة كريكت بريطانية.

## وصلات خارجية
- ساندرا براون على موقع إي آس بي آن كريك إنفو (الإنجليزية)